# Apisai Domolailai
Apisai Domolailai, född 16 april 1989, är en fijiansk rugbyspelare. Han ingick i det fijianska lag som vann guld i sjumannarugby vid OS 2016 i Rio de Janeiro, vilket var Fijis första olympiska medalj någonsin.